# Jocelyne Saab
Jocelyne Saab (o Jocelyn Saab), (Beirut  30 de abril de 1948-París, 7 de enero de 2019), fue una realizadora, fotógrafa y artista plástica libanesa. Autora de una treintena de documentales y varias obras de ficción está considerada una pionera del nuevo cine libanés. Fue especialmente conocida por sus trabajos Líbano y por su película Dunia (2005) en la que trata la mutilación genital femenina en El Cairo aclamada internacionalmente y censurada en Egipto.

## Biografía
Nació en Beirut en el seno de una familia cristiana próspera instalada en el oeste de la ciudad. Heredó de su padre, un banquero que había hecho fortuna en Camboya y Afganistán, el gusto por la aventura. Su vida se desarrolló entre París y Beirut intercalada con numerosos viajes para trabajar en Irán, Libia o Egipto.
Estudió ciencias económicas en la universidad Jaint-Joseph de Beirut. En este círculo francófono conocerá a muchos de quienes serán sus amigos a lo largo de la vida con quien comparte los ideales de la izquierda árabe y se siente herederos del mayo del 68 de París. 
Su compromiso con la izquierda y la causa palestina, en un periodo en el que Beirut alberga los fedayines de Yasser Arafat le cuesta la hostilidad de la derecha cristiana a pesar de su origen familiar. Recibió amenazas de muerte por su trabajo Les Enfants de la guerre rodado tras una masacre cometida en un suburbio a las puertas de Beirut por las facciones cristianas.  
Tuvo sus inicios profesionales en la radio, en la emisión de música pop en Líbano. Posteriormente a través de Etel Adnan se implica en el periódico As Safa. A partir de 1973, trabajó como periodista independiente para canales de televisión europeos, norteamericanos y japoneses. En 1975 en el inicio de la guerra del Líbano realiza el documental Le Liban dans la tourmente en el que retrata las desigualdades sociales, un tema en el corazón de muchos de sus trabajos, que fue prohibido en Líbano.  
Reportera de guerra, realiza numerosos documentales : sobre la guerra de octubre en Egipto, Kurdistán, la guerra de Irak, Irán, Siria, Golán y Líbano.  
Los tres documentales de ensayo Beyrouth, jamais plus (1976), Lettre de Beyrouth (1978), Beyrouth, ma ville (1982), dedicados a los desastres provocados por la guerra de Líbano, en la capital forman una terna espontánea de la que Etel Adnan escribirá : « Jocelyne ha aportado instinto, gracias a su coraje político, su integridad moral, y su profunda inteligencia, a la esencia misma de este conflicto. Ningún documento sobre esta guerra ha igualado nunca la importancia del trabajo cinematográfico que Jocelyne ha presentado en las tres películas que ha consagrado en Líbano »
En 1982 es la única que acompañó con su cámara a Yasser Arafat en su exilio forzado del Líbano a bordo del Atlantis y que recoge en Le Bateau de l'exil.
Paralelamente a su trabajo como cineasta, se vuelca en la fotografía, que constituye un excepcional corpus documental que comienza a exponer a partir de 2006.
Ayudante de realización para Volker Schlöndorff en Le Faussaire en 1981, Jocelyne Saab pasa por primera vez a la ficción en 1985 con Une vie suspendue tema que retomará veinte años después con Dunia (2005) una película en la que junto a las reflexiones sobre el amor plantea el drama de la ablación, especialmente aclamado en festivales internacionales pero censurado en Egipto.
A partir de 2007, como consecuencia del estreno de su película Dunia, se interesa por el arte contemporáneo. Expone su trabajo Strange Games and Bridges sobre la guerra de 2006 en Singapur en 2009 y sus series de fotografías Sense, Icons and Sensitivity están expuestas en varios países. 
En 2013, crea el Festival Internacional de Cine de Resistencia Cultural en el Líbano que celebró tres ediciones y se desarrolló en varias ciudades en las que Jocelyne Saab desea recomponer los vínculos : Beirut, Trípoli, Zaleh y Tiro.
En 2017 presenta la exposición Un dollar par jour con imágenes sobre los refugiados sirios en Líbano.
Jocelyne Saab vivía entre Beirut, París y El Cairo. Continuó trabajando hasta su muerte.
En diciembre de 2018 publicó un libro con sus fotografías Zones de guerra (Les Editions de l'Oeil)
Murió en París el 7 de enero de 2019 a causa de un cáncer.
Fue miembro de la Cinemateca francesa y en sus últimos años fue redescubierta en su país natal.

## Filmografía

### Documentales
- 1974 : Le Front du refus ou les Commandos-suicide
- 1975 : Le Liban dans la tourmente
- 1975 : Portrait d'un mercenaire français
- 1976 : Les Enfants de la guerre
- 1976 : Sud-Liban - Histoire d'un village
- 1976 : Pour quelques vies
- 1976 : Beyrouth, jamais plus
- 1977 : Le Sahara n'est pas à vendre
- 1978 : Égypte, la cite des morts
- 1979 : Lettre de Beyrouth
- 1980 : Iran, l'utopie en marche
- 1982 : Beyrouth, ma ville
- 1986 : L'Architecte de Louxor
- 1989 : Les Almées, danseuses orientales
- 1997 : La Dame de Saigon
- 2016 : Imaginary Postcards
- 2016 : One Dollar a Day

### Ficción
- 1985 : Una vida suspendida
- 1994 : Il était une fois Beyrouth (Kan ya ma kan Beyrouth)
- 2005 : Dunia
- 2009 : What's Going On?

## Fotografía
- 2006 : Sense, Icons and Sensitivity
- 2008 : Marylin and the Arabs, Grand-Palais, París
- 2008 : La Ville de Jean-Léon Gérôme et le revers de l’orientalisme, Festival International des Cinémas d’Asie, Vesoul
- 2017 : One Dollar a Day, Institut Culturel Français, Istanbul/Beyrouth

## Instalaciones
- 2006 : Strange Games and Bridges (Dubai Art Fair ; Singapore National Museum )[7]
- 2011 : Le Jardin de la guerre (Les Halles de Saerbeck, Bruxelles)
- 2013 : Café du Genre (MuCEM, Marseille)
- 2017 : One Dollar A Day (Institut Culturel Français, Istanbul/Beyrouth)